# Yūko Tsushima
Pour les articles homonymes, voir Tsushima.
 (février 2016).
Si vous disposez d'ouvrages ou d'articles de référence ou si vous connaissez des sites web de qualité traitant du thème abordé ici, merci de compléter l'article en donnant les références utiles à sa vérifiabilité et en les liant à la section « Notes et références ».
Yūko Tsushima (津島 佑子, Tsushima Yūko), née le 30 mars 1947 à Mitaka (préfecture de Tokyo) et morte le 18 février 2016 à Tokyo, est une écrivaine japonaise .

## Biographie
Yūko Tsushima est la seconde fille d'Osamu Dazai (mort lorsqu'elle avait un an), d'une importante famille noble du Japon. Sa jeunesse a été notamment marquée par la mort de son frère handicapé mental, en 1960. Elle fit des études à l'université Shirayuri (1965-1969) et à l'université Meiji (diplôme d'anglais) et publia à 24 ans un premier recueil de nouvelles (Shaniku-sai, Carnaval, 1971). Mariée en 1970, elle eut deux enfants, et divorça en 1976. En 1985, elle fait la terrible expérience de perdre son garçon de huit ans, ce qui va lui inspirer « Poursuivie par la lumière de la nuit » (1987). Yūko Tsushima a travaillé activement pendant des années à la reconnaissance de femmes écrivains, qu'elles soient japonaises, coréennes ou chinoises. Essayiste, Yūko Tsushima s'est exprimée dans de nombreux périodiques littéraires.
En France, elle a enseigné à l'Institut national des langues et civilisations orientales (1991-1992). Son premier éditeur en France est les Éditions des femmes, qui publient cinq de ses romans dans les années 1980.
Elle a obtenu de nombreux prix littéraires, notamment le prix Kawabata pour la nouvelle Danmari ichi, et le prix de littérature féminine avec L'enfant de fortune en 1978.

## Généralités et thèmes
Vous rêves nombreux, toi, la lumière (1991) est considéré comme l'une de ses œuvres majeures, hantée par le souvenir de l'enfant disparu. Yūko Tsushima est dans son pays une représentante de la littérature féministe. Son œuvre évoque notamment l'expérience maternelle, le drame de la séparation, du deuil, ou de l'abandon à l'intérieur de la famille. Son écriture raffinée emprunte certaines images à la littérature américaine (Poe, Faulkner), alors que Yūko Tsushima est par ailleurs férue de culture japonaise classique et de récits folkloriques. Ses romans et récits à coloration autobiographique exaltent le rêve en le situant à la limite du fantastique, mais en le traitant surtout à égalité avec la réalité. Parfois considérée au Japon comme un auteur difficile, Yūko Tsushima a été en revanche saluée comme un auteur essentiel par le New York Times (24 juillet 1988) ou par l'écrivain et universitaire français Philippe Forest.

## Liste des œuvres traduites en français
- 1978 : L'Enfant de fortune (寵児), roman traduit par Rose-Marie Fayolle, Des Femmes, 1985.
- 1979 : Territoire de la lumière (光の領分), douze nouvelles traduites par Anne Sakai et Cécile Sakai, Des Femmes, 1986.
- 1979-1983 : Les Marchands silencieux (黙市), onze nouvelles traduites par Rose-Marie Fayolle, Des Femmes, 1988. Ce recueil comprend :
  - Là-bas
  - Chemin de rêve
  - Spectres
  - La Campagne à perte de vue
  - L'Île
  - Le Marécage
  - Cette maison
  - Massif coquillier
  - Les Marchands silencieux
  - La Pierre brisée
  - La Salle de bain
- 1980 : La Femme qui court dans la montagne (山を走る女), roman traduit par Liana Rosi, Albin Michel, 1995.
- 1983 : Au bord du fleuve de feu (火の河のほとりで), traduit par Rose-Marie Fayolle, Des Femmes, 1987.
- 1986 : Poursuivie par la lumière de la nuit (夜の光に追われて), roman traduit par Rose-Marie Fayolle, Des Femmes, 1990.
- 1988 : Album de rêves (夢の記録), récits traduits par Ryôji Nakamura et René de Ceccatty, Editions du Seuil (collection "Cadre vert"), 2009.
- 1991 : Vous, rêves nombreux, toi, la lumière ! (大いなる夢よ、光よ), roman traduit par Karine Chesneau, Editions Philippe Picquier, 1998 ; Picquier poche, 2001.
- 1995 : Ô vent, ô vent qui parcours le ciel (風よ、空駆ける風よ), roman traduit par Ryôji Nakamura et René de Ceccaty, Editions du Seuil (collection "Cadre vert"), 2007.
- 1999 : Petite sœur (extrait de 私), dans La Nouvelle Revue Française n°599-600 (Du Japon - p. 313-316), traduit par Anne-Claire Cassius, mars 2012.
- 2012 : La Mer tranquille de l'ours brun, dans L'Archipel des séismes - Écrits du Japon après le 11 mars 2011 (p. 347-386), sous la direction de Corinne Quentin et Cécile Sakai, Editions Philippe Picquier, 2012.
- ? : La Base militaire, dans Le Serpent à Plumes n°13, nouvelle traduite par Rose-Marie Fayolle, Le Serpent à Plumes, 1991.
- ? : Les Larmes de l'oiseau, dans Arsenal n°7 (p. 101-114), nouvelle traduite par Anne-Claire Cassius, octobre 2002 ; reprise dans Pour un autre roman japonais (p. 55-74), ouvrage dirigé par Philippe Forest et Cécile Sakai, Editions Cécile Defaut, 2005.

Yūko Tsushima a par ailleurs choisi et présenté les textes qui composent le recueil Tombent, tombent les gouttes d'argent  Chants du peuple aïnu (Gallimard, 1996).

### Radio
- Entretien avec Laure Adler, dans l'émission Hors-champs, sur France Culture, 4 novembre 2010, avec traduction simultanée.